# Ère de la Liberté

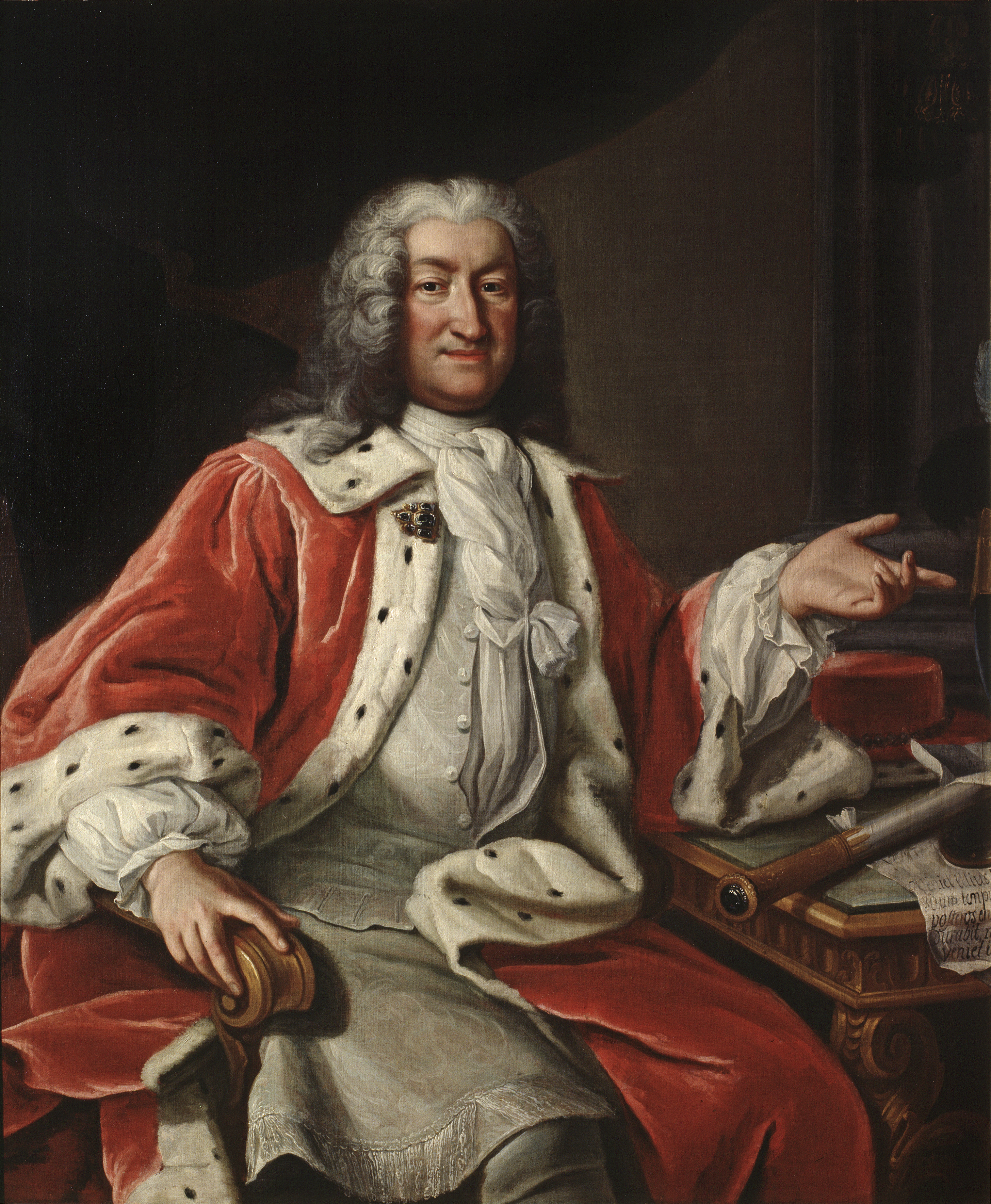
Le chancelier Arvid Horn (1664-1742)

L'ère de la Liberté (en suédois : frihetstiden) est la période de l'histoire de la Suède qui suit la mort de Charles XII, en 1718. Après quarante années d'absolutisme, le pays connaît une expérience de monarchie constitutionnelle dans laquelle la Diète détient l'essentiel du pouvoir. Cette ère prend fin avec le coup d'état de Gustave III, en 1772, qui rétablit la monarchie autocratique.

## Une nouvelle constitution
Charles XI (1680-1697) et son fils Charles XII (1697-1718) règnent sur la Suède en monarques absolus : le roi n'est plus responsable que devant Dieu et bénéficie de pouvoirs de plus en plus étendus, au détriment du Conseil du royaume (Riksråd) comme de la Diète des États (Ståndsriksdag). Cette période d'absolutisme, déjà fragilisée par les longues périodes d'absence de Charles XII, connaît une fin brutale avec sa mort, en 1718. En effet, il ne laisse pas d'enfants, et la succession est contestée entre sa sœur Ulrique-Éléonore et son neveu Charles-Frédéric de Holstein-Gottorp. La Diète accepte d'élire Ulrique-Éléonore reine au début de l'année 1719, mais celle-ci s'engage à respecter une nouvelle constitution préparée par les États. Lorsqu'elle abdique au profit de son mari Frédéric Ier l'année suivante, celui-ci doit consentir à des modifications qui entament encore le pouvoir royal.
En effet, bien qu'il dispose d'une place prépondérante au sein du nouveau Conseil, le roi se voit considérablement limité dans ses prérogatives : il ne peut ni se rendre à l'étranger, ni déclarer la guerre sans l'accord du Parlement. Ce dernier possède un pouvoir législatif absolu et exerce un contrôle sur la composition du Conseil : c'est lui qui propose des candidats au roi, et il peut également mettre en accusation ses membres par la procédure de licentiering.
L'organe réel de gouvernement était le conseil privé (riksrådet) qui pouvait désavouer le roi par vote. Mais à partir de 1738, la diète s'octroya également le droit de mettre fin aux fonctions des conseillers qui ne lui étaient pas favorables. Les conseillers du conseil privé devinrent les exécutants des États. L'absolutisme royal, ou souveraineté, fut remplacé par le pouvoir des États, ou souveraineté de la diète. La souveraineté de la diète (comme celle du roi) marquait une différence avec la coopération et le contrôle des différents pouvoirs entre eux qui avait fini par caractériser le mode de gouvernement suédois. Elle résultait toutefois d'une conception de l'État qui avait pour base l'expérience historique nationale, mais aussi les théories de la souveraineté populaire. 
Le pouvoir royal n'inspirait plus la confiance comme avant, du fait des événements de l'époque de Charles XII. En réponse à cela l'aristocratie inspira une organisation bureaucratique de l'administration, selon le canevas de la Constitution de 1634, sous les ordres d'un Conseil privé (riksråd) indépendant. Cette idée fut mise en œuvre par le fait que le document constitutionnel de base fut appelé « Forme de gouvernement » (Regeringsform) et que l'organisation des différentes administrations était inscrite dans la constitution pour être protégée. Mais le gouvernement de régence de Charles XI avait également fait du tort à la confiance que peut inspirer un conseil privé indépendant. Ce qui anéantit la réalisation effective du programme aristocratique. À l'époque, on n'avait pas l'expérience d'abus de pouvoir ou d'erreurs de la diète. C'est pour cette raison que cette dernière s'érigea en gardien infaillible du droit suédois immémorial et fut incluse dans le dispositif de décisions. Il en résulte que l'ensemble du pouvoir échut à la diète, au détriment du roi et du conseil privé.